# شهرستان نییما
شهرستان نییما (به لاتین: Nyima County) یک منطقهٔ مسکونی در چین است که در ناگچو واقع شده‌است.